# Ранчо Кордова (Калифорнија)
Ранчо Кордоба (енгл. Rancho Cordova) град је у америчкој савезној држави Калифорнија. По попису становништва из 2010. у њему је живело 64.776 становника.

## Демографија
Према попису становништва из 2010. у граду је живело 64.776 становника, што је 9.716 (17,6%) становника више него 2000. године.
| Група             | 2000.          | 2010.          |
| Белци             | 33.790 (61,4%) | 33.863 (52,3%) |
| Афроамериканци    | 6.245 (11,3%)  | 6.561 (10,1%)  |
| Азијати           | 4.537 (8,2%)   | 7.831 (12,1%)  |
| Хиспаноамериканци | 7.100 (12,9%)  | 12.740 (19,7%) |
| Укупно            | 55.060         | 64.776         |